# Переворот 18 брюмера
48°51′24″ пн. ш. 2°21′08″ сх. д. / 48.8567° пн. ш. 2.3522° сх. д.
Переворо́т 18 брюме́ра (фр. coup d'État du 18 brumaire) — державний переворот у Франції, який відбувся 18 брюмера VIII року (9 листопада 1799), у результаті, якого був усунений від влади режим Директорії та створений Консулат на чолі з Наполеоном Бонапартом. Переворот 18 брюмера став кінцем Французької революції і початком правління Наполеона.

## Причини
Після штурму Бастилії та початку Французької революції минуло десять років. Уряд Директорії зіткнувся із значними економічними та політичними проблемами, що зробило можливим передчасну реставрацію роялістів та повернення Бурбонів до влади. Тим часом, із єгипетської кампанії повернувся до Франції популярний серед населення генерал Наполеон Бонапарт. Деякі члени директорії, такі як, Сієс вбачали у кандидатурі молодого генерала порятунок для режиму і можливість запобігти поверненню до влади Бурбонів. Сейєс і декілька інших змовників розробили план державного перевороту, згідно з яким вони мали намір змінити Конституцію і залишитися при владі.
18 брюмера членам директорії вдалося переконати зібрати обидві палати парламенту у замку Сен-Клу у передмісті Парижу і передати повноваження захисника столиці Бонапарту. Співучасники змови, три з п'яти членів Директорії — Сієс, Баррас, і Роже-Дюко пішли у відставку. Двоє інших, Гойє і Мулен, за звинуваченням у симпатіях до якобінців, були арештовані. У день перевороту війська підвладні Наполеону оточили замок Сен-Клу, але парламентарі несподівано відмовилися внести заплановані зміни до Конституції і передати владу змовникам.

## Переворот
У найкритичніший момент перевороту Наполеон зробив спробу звернутися до парламентарів та переконати їх внести необхідні зміни до Конституції та передати йому владу, однак парламент зустрів його вкрай ворожо. Розлючені парламентарі намагалися навіть фізично розправитися з Наполеоном у залі засідань, однак під захистом гренадерів Наполеону вдалося вийти до вірних йому військ навколо будинку парламенту. Брат Наполеона Люсьєн Бонапарт, який головував на засіданні звернувся із промовою до військ, які оточили замок і звинуватив парламентарів у спробі знищити Наполеона. Командир гренадерів та соратник Наполеона генерал Мюрат наказав військам очистити приміщення та розігнати парламент.
Вночі, близько другої години ранку, рада старійшин і деякі спеціально запрошені члени парламенту схвалили необхідні зміни до Конституції. У результаті змови, таким чином, був сформований новий уряд, на чолі котрого постали три консули: Наполеон Бонапарт, Жозеф Сієс і Роже-Дюко. Відповідно до положень нової Конституції Бонапарт отримав титул першого консула і мав реальні важелі виконавчої влади. Разом із ним два інших консула виконували консультативну роль. Три консули призначалися терміном на десять років.
Законодавча влада була розподілена між чотирма різними установами: Сенатом, Трибуналом, Законодавчими зборами і Державною радою. Члени цих установ обиралися урядом зі списків шляхетства. Повноваження обраних осіб мали бути підтвердженні голосуванням виборців.